# Mezinárodní den mužů

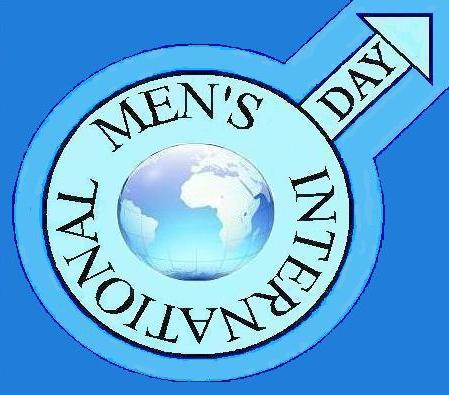
Logo Mezinárodního dne mužů

Mezinárodní den mužů (zkráceně MDM) je mezinárodní den určený k oslavě všech mužů a připadá na 19. listopad. Je slaven ve více než 60 zemích. 
První pokusy o zavedení tohoto typu svátku začaly v 60. letech 20. století, ale jeho oslavy proběhly až v 90. letech. V americkém Kansasu roku 1968 napsal John P. Harris kritický text vůči sovětskému přístupu k ženám, jež se těšily svátku 8. března, mužský protějšek mu však chyběl. Roku 1992 uspořádal v témže státě profesor Oaster mezinárodní, byť velmi skromné setkání aktivistů za mužský svátek. V následujících letech však účast států opadla.
Delší dobu trval také výběr data, které bylo zpočátku prosazováno spíše na 23. února, než došlo k jeho ustálení a mezinárodnímu zpopularizování v roce 1999 na Trinidadu a Tobagu. Zakladatel tradice profesor Jerome Teelucksingh z Univerzity Západní Indie uvedl, že 19. listopad vybral jako den oslav především proto, že se jednalo o den narozenin jeho otce, kterého chtěl takto uctít.
Na rozdíl od Mezinárodního dne žen, který je svátkem mezinárodně uznávaným Organizací spojených národů, je Mezinárodní den mužů sice slaven v řadě zemí, organizátory oslav jsou však osobnosti nebo skupiny osob. Dalším, v ČR neoficiálním, svátkem podobného charakteru je Den otců, který je slaven třetí červnovou neděli.